# Shane Harper (hockey sur glace)
Pour les articles homonymes, voir Shane Harper.
Shane Harper (né le 1er février 1989 à Valencia, dans l'État de la Californie aux États-Unis) est un joueur professionnel américain de hockey sur glace. Il évolue au poste d'ailier.

## Carrière de joueur
Durant sa jeunesse, Harper joue au football et au baseball avant que ses parents ne l'inscrivent au Roller in line hockey. Il se prend au jeu et un an plus tard, ses parents décident de l'inscrire au hockey sur glace qu'il pratique à Van Nuys. Il joue pour les Junior Kings dans la région d'El Segundo et de Los Angeles de 13 à 14 ans. Puis, il rejoint le Wave de Californie à 14 ans, et voyage à travers le Canada pour affronter des équipes de la Ligue de hockey de l'Ouest. Cela lui permet de commencer sa carrière en junior chez les Silvertips d'Everett dans la Ligue de hockey de l'Ouest en 2005. Il clôt sa première saison avec dix points en soixante-deux rencontres de saison régulière. L'équipe termine en tête de la division U.S. et s'incline en demi-finale de la Coupe Ed Chynoweth face aux Giants de Vancouver quatre succès à zéro. Harper dispute cinq matchs dont un but lors des séries éliminatoires.
Il représente les États-Unis lors du Mémorial Ivan Hlinka 2006. Les Américains remportent la médaille d'argent.
L'attaquant sert douze assistances pour quinze points lors de la saison régulière 2006-2007. Il ajoute trois points en huit matchs de séries éliminatoires. Les Silvertips terminent avec le meilleur bilan de la division US. Ils passent le premier tour des séries éliminatoires face aux Chiefs de Spokane en six matchs avant de perdre au tour suivant sur le même score contre les Cougars de Prince George. 
La production offensive de Harper s'intensifie en 2007-2008 avec dix-sept buts et vingt-six assistances en saison régulière. Sixièmes de l'association de l'Ouest, l'équipe d'Everett perd en quatre matchs secs face aux Chiefs de Spokane en huitième de finale de la Coupe. Harper sert deux passes décisives lors de cette confrontation.
Il dispute les soixante-douze matchs de la saison régulière 2008-2009 comptant trente-deux buts et trente-quatre assistances. Il ajoute quatre assistances lors des cinq matchs du premier tour des séries éliminatoires disputé et perdu par son équipe face aux Americans de Tri-City.
En 2009-2010, il réalise une nouvelle saison complète pour ses meilleurs totaux en points (80), buts (46), assistances (38) et différentiel +/- (+36). Troisièmes de l'association de l'Ouest, les Silvertips sont éliminés en sept matchs par les Rockets de Kelowna en huitièmes de finale de la Coupe Ed Chynoweth.
Au cours de ses cinq saisons avec les Silvertips, il dispute trois-cent-trente-cinq matchs, record de l'équipe, pour deux cent-quatorze points dont cent buts.
Le 4 mars 2010, il signe un contrat de trois saisons avec les Flyers de Philadelphie de la Ligue nationale de hockey. Il est assigné aux Phantoms de Philadelphie dans la Ligue américaine de hockey et joue son premier match professionnel le 4 avril chez le Crunch de Syracuse. Le 9 avril, il marque son premier but chez les Senators de Binghamton. Il s'agit de son unique point en cinq matchs lors de cette fin de saison régulière 2009-2010. Les Phantoms finissent derniers de la division est.
Harper passe la saison 2010-2011 entre la LAH et l'ECHL chez les Road Warriors de Greenville. Il dispute vingt matchs pour trois points avec l'équipe basée à Glens Falls. Il inscrit vingt-deux buts pour quarante-cinq points en quarante huit matchs en saison régulière avec les Road Warriors. L'équipe termine entête de l'association de l'Est. Elle élimine les Jackals d'Elmira trois victoires à une avant d'être sortie en demi-finale des séries éliminatoires de la Coupe Kelly par les Nailers de Wheeling en sept rencontres. Harper compte dix points dont six assistances.
L'attaquant de Valencia dispute la saison 2011-2012 dans la LAH. Il marque treize buts et quatorze aides en soixante-dix matchs. Dixièmes de leur association, les Phantoms ne se qualifient pas pour la post-saison. Les Phantoms participent à la classique hivernale 2012 de la LAH. Ils affrontent les Bears de Hershey au Citizens Bank Park de Philadelphie. Devant 45 653 personnes, les Phantoms s'imposent 4-3 face aux Bears en prolongation. Harper marque le but victorieux après 58 secondes de prolongation et est nommé joueur du match.
En 2012-2013, Harper compte cinq assistances pour autant de buts en quarante-huit matchs avec l'Adirondack. Il joue quinze matchs dans l'ECHL où il marque vingt-sept points dont quinze buts. Ni les Titans, onzièmes de l'association Est de l'ECHL, ni les Phantoms, derniers de l'association de l'Est de la ligue américaine, ne sont en mesure de participer aux séries éliminatoires.
Le 12 juin 2013, ses droits sont échangés aux Islanders de New York avec un choix de quatrième tour lors du repêchage d'entrée dans la LNH 2014 en retour de Mark Streit. Il signe un contrat d'une saison avec les Wolves de Chicago le 9 septembre 2013. Il signe sa saison la plus prolifique dans la Ligue américaine de hockey avec trente-trois points dont vingt assistances, un différentiel +/- de +19 en soixante-trois parties. Les Wolves se classent deuxièmes de l'association de l'Ouest en saison régulière. Lors des séries éliminatoires de la Coupe Calder, ils éliminent les Americans de Rochester trois victoires à deux avant de s'incliner en quatre matchs secs face aux Marlies de Toronto lors des demi-finales d'association. Harper marque deux buts et cinq points en neuf matchs.
Le 1er juillet 2015, il signe un contrat d'une saison de 575 000$ avec les Panthers de la Floride.
Le 13 octobre 2016, il joue son premier match dans la Ligue nationale de hockey avec les Panthers face aux Devils du New Jersey. Il marque ses deux premiers buts dans la LNH le 22 octobre face à l'Avalanche du Colorado.

## Trophées et honneurs personnels

### Silvertips d'Everett
- 2007-2008 : nommé joueur ayant le plus progressé.
- 2008-2009 : remporte le Trophée Ironman.
- 2009-2010 : remporte le Trophée Ironman.
- 2008-2009 : nommé meilleur joueur avec Taylor Ellington.
- 2009-2010 : nommé meilleur joueur.

### Ligue de hockey de l'Ouest
- 2009-2010 : nommé dans la deuxième équipe d'étoiles de l'association de l'Ouest.

## Statistiques
| Saison    | Équipe                      | Ligue |                   | Saison régulière  | Saison régulière  | Saison régulière  | Saison régulière  | Saison régulière |   | Séries éliminatoires | Séries éliminatoires | Séries éliminatoires | Séries éliminatoires | Séries éliminatoires |
| Saison    | Équipe                      | Ligue | PJ                | B                 | A                 | Pts               | Pun               | PJ               | B | A                    | Pts                  | Pun                  |                      |                      |
| 2005-2006 | Silvertips d'Everett        | LHOu  | 62                | 6                 | 4                 | 10                | 8                 | 5                | 1 | 0                    | 1                    | 0                    |                      |                      |
| 2006-2007 | Silvertips d'Everett        | LHOu  | 58                | 3                 | 12                | 15                | 23                | 8                | 1 | 2                    | 3                    | 0                    |                      |                      |
| 2007-2008 | Silvertips d'Everett        | LHOu  | 71                | 17                | 26                | 43                | 18                | 4                | 0 | 2                    | 2                    | 0                    |                      |                      |
| 2008-2009 | Silvertips d'Everett        | LHOu  | 72                | 32                | 34                | 66                | 10                | 5                | 0 | 4                    | 4                    | 0                    |                      |                      |
| 2009-2010 | Silvertips d'Everett        | LHOu  | 72                | 42                | 38                | 80                | 38                | 7                | 6 | 4                    | 10                   | 6                    |                      |                      |
| 2009-2010 | Phantoms de l'Adirondack    | LAH   | 5                 | 1                 | 0                 | 1                 | 2                 | -                | - | -                    | -                    | -                    |                      |                      |
| 2010-2011 | Phantoms de l'Adirondack    | LAH   | 20                | 1                 | 2                 | 3                 | 4                 | -                | - | -                    | -                    | -                    |                      |                      |
| 2010-2011 | Road Warriors de Greenville | ECHL  | 48                | 22                | 23                | 45                | 20                | 11               | 4 | 6                    | 10                   | 2                    |                      |                      |
| 2011-2012 | Phantoms de l'Adirondack    | LAH   | 70                | 13                | 14                | 27                | 43                | -                | - | -                    | -                    | -                    |                      |                      |
| 2012-2013 | Phantoms de l'Adirondack    | LAH   | 48                | 5                 | 5                 | 10                | 35                | -                | - | -                    | -                    | -                    |                      |                      |
| 2012-2013 | Titans de Trenton           | ECHL  | 15                | 14                | 13                | 27                | 2                 | -                | - | -                    | -                    | -                    |                      |                      |
| 2013-2014 | Wolves de Chicago           | LAH   | 63                | 13                | 20                | 33                | 8                 | 9                | 2 | 3                    | 5                    | 0                    |                      |                      |
| 2014-2015 | Wolves de Chicago           | LNH   | 75                | 32                | 18                | 50                | 14                | 5                | 0 | 4                    | 4                    | 4                    |                      |                      |
| 2015-2016 | Pirates de Portland         | LAH   | 59                | 12                | 25                | 37                | 18                | 5                | 2 | 0                    | 2                    | 0                    |                      |                      |
| 2016-2017 | Panthers de la Floride      | LNH   | 14                | 2                 | 1                 | 3                 | 18                | -                | - | -                    | -                    | -                    |                      |                      |
| 2016-2017 | Thunderbirds de Springfield | LAH   | 39                | 7                 | 12                | 19                | 6                 | -                | - | -                    | -                    | -                    |                      |                      |
| 2016-2017 | Devils d'Albany             | LAH   | 19                | 1                 | 2                 | 3                 | 2                 | -                | - | -                    | -                    | -                    |                      |                      |
| 2017-2018 | HK Lada Togliatti           | KHL   | 36                | 4                 | 7                 | 11                | 13                | -                | - | -                    | -                    | -                    |                      |                      |
| 2018-2019 | Örebro HK                   | SHL   | 52                | 9                 | 19                | 28                | 14                | 2                | 1 | 0                    | 1                    | 0                    |                      |                      |
| 2019-2020 | Örebro HK                   | SHL   | 50                | 15                | 14                | 29                | 8                 | -                | - | -                    | -                    | -                    |                      |                      |
| 2020-2021 | Brynäs IF                   | SHL   | 26                | 5                 | 8                 | 13                | 35                | 5                | 0 | 2                    | 2                    | 4                    |                      |                      |
| 2021-2022 | Thunder de l'Adirondack     | ECHL  | 48                | 22                | 30                | 52                | 18                | -                | - | -                    | -                    | -                    |                      |                      |
| 2021-2022 | Comets d'Utica              | LAH   | 2                 | 0                 | 0                 | 0                 | 4                 | -                | - | -                    | -                    | -                    |                      |                      |
| 2022-2023 | Thunder de l'Adirondack     | ECHL  | 65                | 22                | 53                | 75                | 20                | 5                | 1 | 3                    | 4                    | 2                    |                      |                      |
| 2023-2024 | Thunder de l'Adirondack     | ECHL  | Saison en cours ? | Saison en cours ? | Saison en cours ? | Saison en cours ? | Saison en cours ? |                  |   |                      |                      |                      |                      |                      |